# Tanshan (sockenhuvudort i Kina, Ningxia Huizu Zizhiqu, lat 36,38, long 106,30)
Tanshan är en sockenhuvudort i Kina. Den ligger i den autonoma regionen Ningxia, i den nordvästra delen av landet, omkring 230 kilometer söder om regionhuvudstaden Yinchuan. Antalet invånare är 9 490. Befolkningen består av 4 654 kvinnor och 4 836 män. Barn under 15 år utgör 31 %, vuxna 15-64 år 62 %, och äldre över 65 år 5,0 %.
Runt Tanshan är det ganska tätbefolkat, med 129 invånare per kvadratkilometer. Närmaste större samhälle är Sanying, 17,1 km sydväst om Tanshan. Trakten runt Tanshan består i huvudsak av gräsmarker.
Genomsnittlig årsnederbörd är 614 millimeter. Den regnigaste månaden är september, med i genomsnitt 140 mm nederbörd, och den torraste är december, med 1 mm nederbörd.